# 음부다

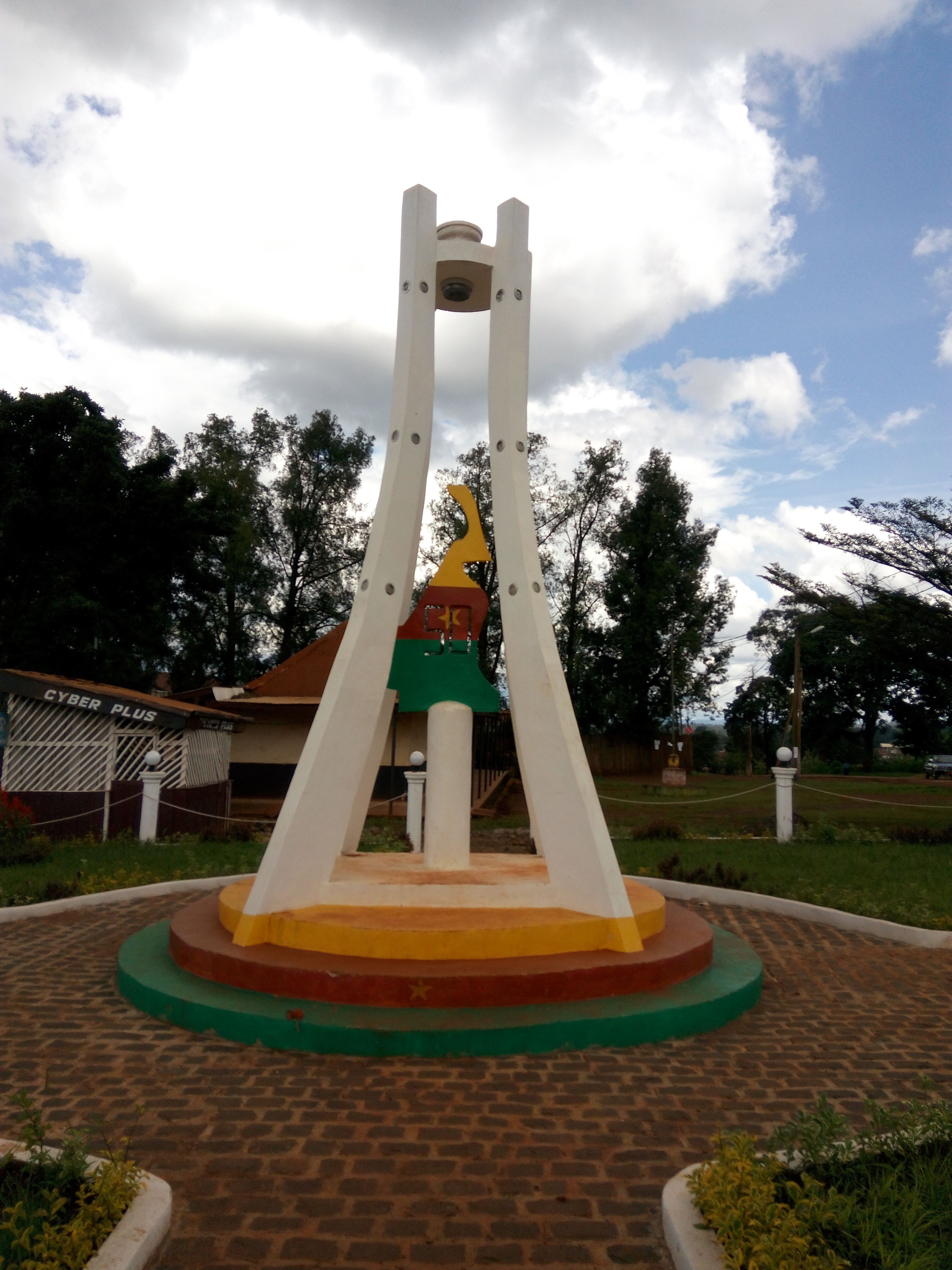
음부다

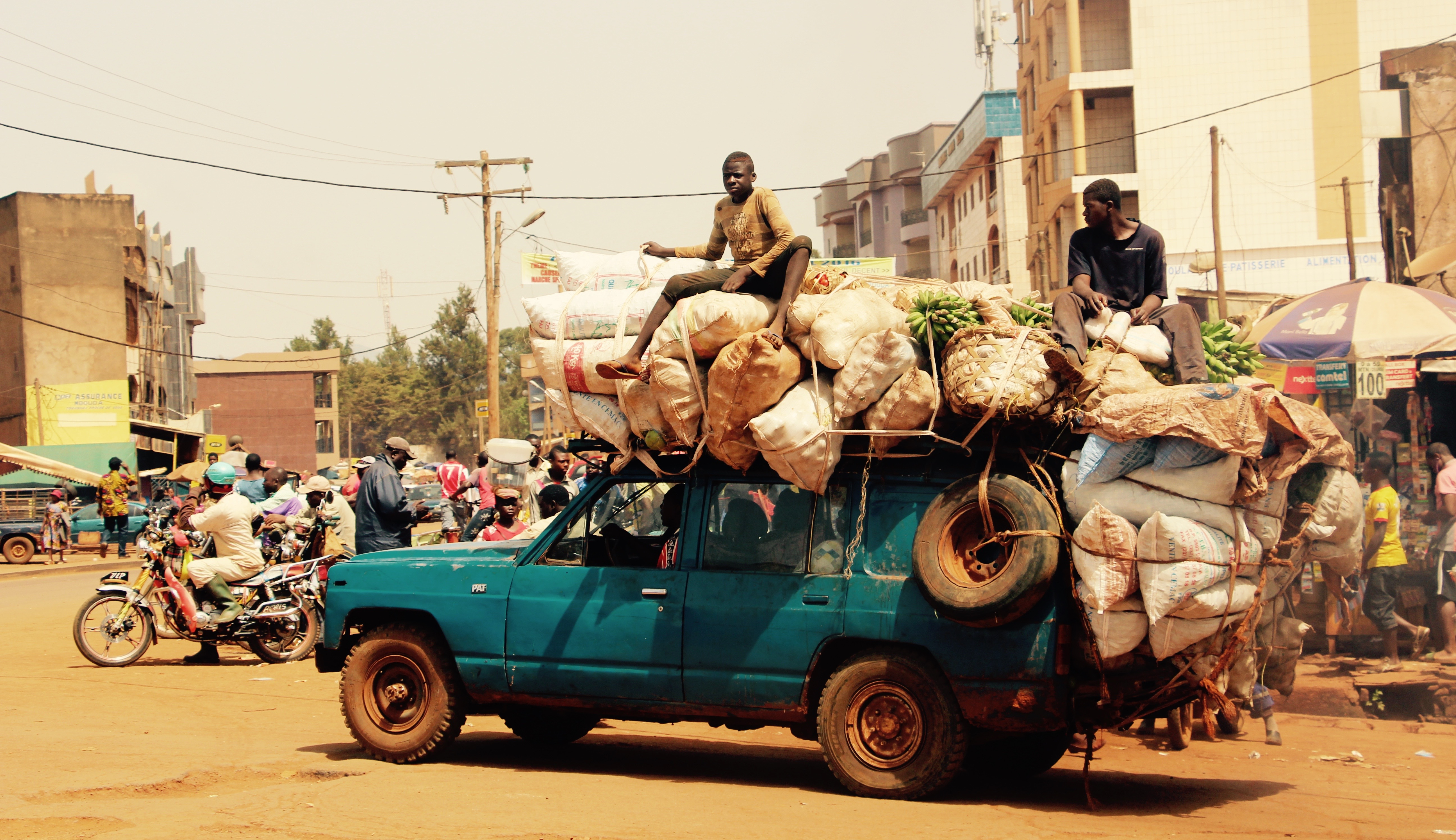
음부다의 차량 적재

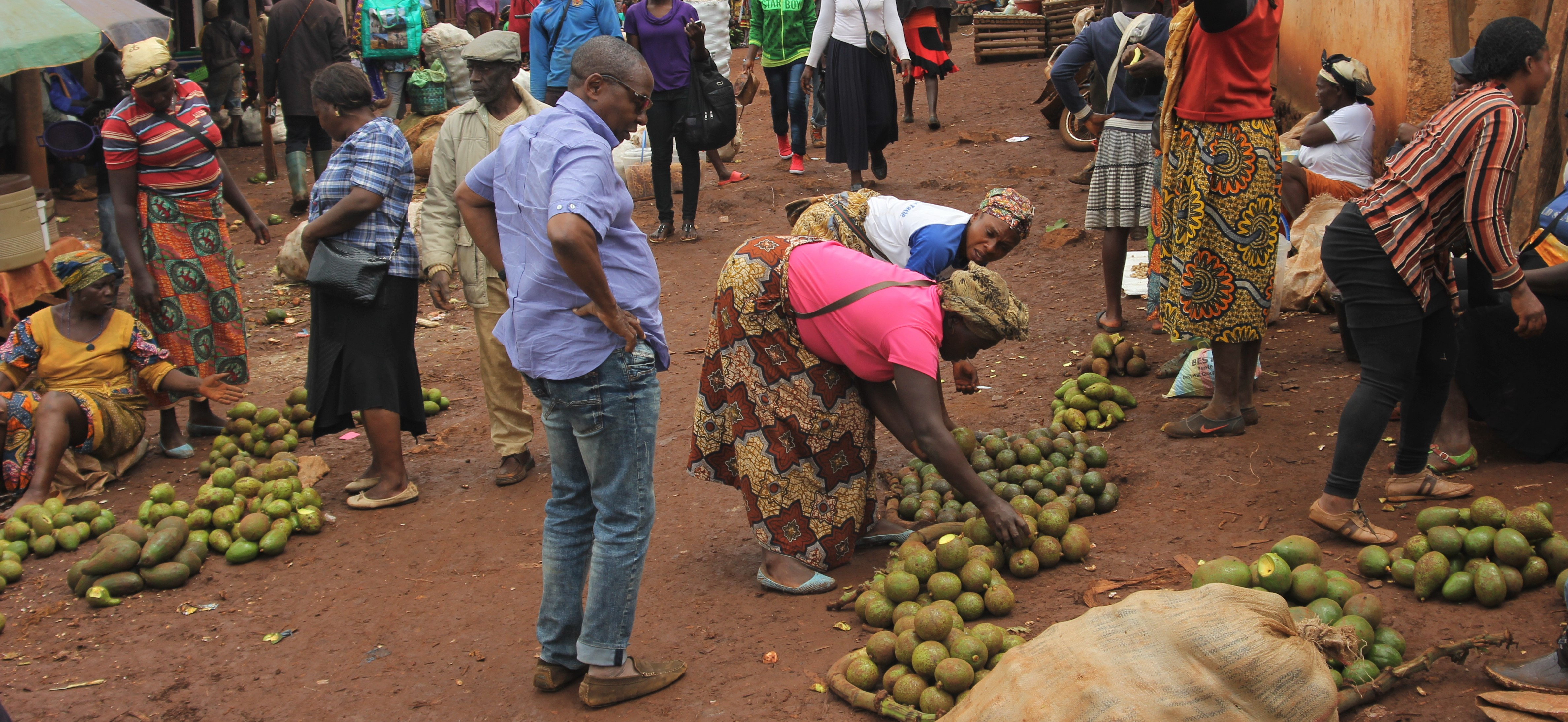
움부다의 시장

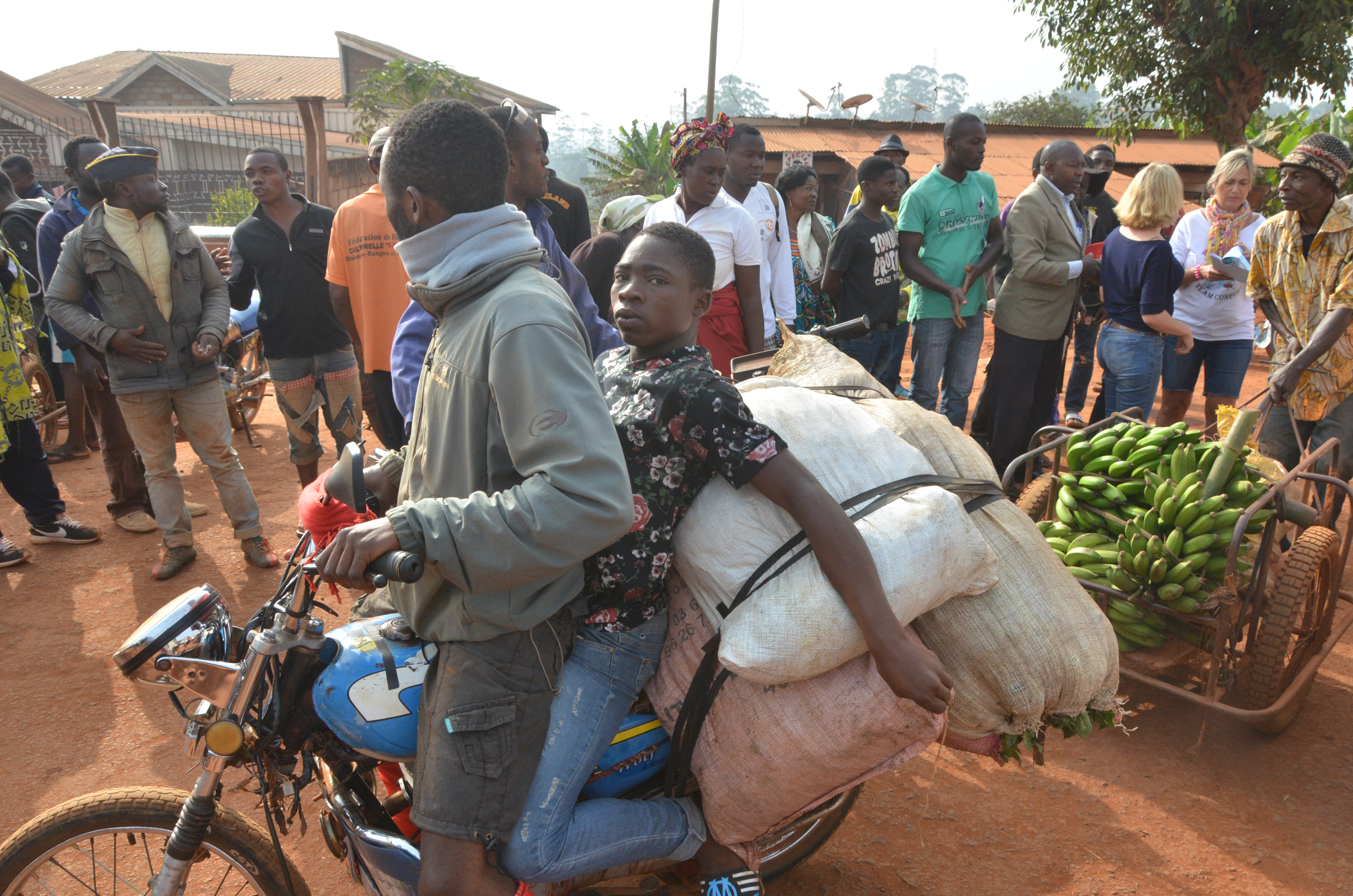
음부다의 모토 택시 - 2017.

음부다는 카메룬 서부주의 대나무 부서의 수도이다. 2020년에서 2025년 사이에 5.16% 성장하여 아프리카 대륙에서 14번째로 빠르게 성장하는 도시가 될 것으로 예상된다. 북위 5° 38′  동경 10° 15′  / 북위 5.633°  동경 10.250° 